# Чентурионе, Джорджо
Джорджо Чентурионе (итал. Giorgio Centurione; Генуя, 1553 — Генуя, 1629) — дож Генуэзской республики.

## Биография
Сын Доменико Чентурионе и Николозины Форнари, родился в Генуе в 1552 или 23 апреля 1553 года, как сообщалось в других биографических источниках. Его семья была в основном связана с дипломатической деятельностью, поэтому Джорджо посвятил себя изучению истории и гражданского права, а также иностранных языков, таких как испанский, французский и немецкий.
Поступив на военную службу, Джорджо был зачислен на галеру генуэзского флота в ранге командира и вместе с испанским флотом знаменитого адмирала Андреа Дориа сражался в 1571 году против турок у острова Курцолари, Греция. В период между 1579 и 1580 годами в Генуе он организовывал заботу о жертвах чумы. В 1582 году он был послан республикой на территорию маркизата Финале с армией, чтобы противостоять наступлению войск маркиза против малой Республики Ноли, союзной Генуе.
В том же году, примерно в июле, Джорджо был отправлен в Аугсбург в качестве чрезвычайного посла на заседание сейма князей Германии для решения вопроса о судьбе маркизата Финале. Генуя претендовала на земли маркиза Альфонсо Дель Карретто, и Джорджо пояснил императору Фердинанду позицию республики, а также обвинил Испанию в том, что она плетет интриги ради получения контроля над Финале.
Затем в качестве посла республики Джорджо был отправлен в Рим, чтобы Святейший Престол в лице папы Григория XIII одобрил создание в Генуе магистрата монахинь. Папа отказал, передал в распоряжение генуэзской епархии около 600 монахинь. После этого Джорджо был назначен ответственным за борьбу бандитизмом в Генуе и после нескольких успешных эпизодов продвинулся до поста Генерального комиссара. В 1583 году он приветствовал герцога Карла Эммануила I, герцога Савойского, в Савоне.
В 1588 году Джорджо был назначен губернатором Корсики, но из-за бюрократических нюансов (требовался возраст не менее сорока лет) был освобожден от должности. Он, однако, остался на острове, где в 1589 году был повышен до члена собрания административных и судебных чиновников. В те же годы, параллельно государственной карьере, он расширил свои экономические интересы, вместе с братьями Стефано и Джулио открыв банк в Неаполе, который предложил кредиты Королевству Неаполь. В 1592-1595 годах Джорджо был одним из реформаторов магистрата трирем, руководителем строительства новых стен вокруг Генуи (1594), сенатором Республики.
В Генуе в 1599 году он встречал королеву Маргариту, жену Филиппа III Испанского и сопровождал ее в Испанию, где стал чрезвычайным послом республики. В Испании Джорджо пытался противостоять устремлениям короля получить право сюзеренитета над Финале.
Вернувшись в Геную, он продолжил карьеру в сфере безопасности и правосудия. При доже Агостино Дориа (1601-1603) он был вновь избран в Сенат и стал членом Коллегии прокуроров, а также участвует в разработке мер против бандитизма. В те же годы он также занимал посты защитника инквизиции и главы магистрата милиции. Убийство принца Монако Эркюля в ноябре 1604 года вызвало опасения генуэзцев о возможном нападении на Монако со стороны герцога Савойского. Джорджо Чентурионе был послал из Генуи в Монако, чтобы предотвратить попытку осады города савойцами.
В 1607 году Джорджо был вновь избран сенатором и губернатором (отвечал за новые фортификационные сооружения в порту Ла-Специя), приобрел новые назначения (один из восьми полковников Республики, полковник Сестри-Потенте, член магистрат денег, губернатор Корсики). В те же годы он несколько раз бывал при дворе Карла Эммануила I с целью урегулирования новых разногласий между Генуей и савойцами.

### Правление
Внезапная смерть в результате инсульта вновь избранного дожа Амброджо Дориа 12 июня 1621 года вызвала необходимость избрать его преемника, и 22 июня им стал Джорджо Чентурионе.
Мандат Чентурионе отличался сильным голодом в стране. Для его преодоления был создан магистрат взаимопомощи, заключены контракты на поставку продовольствия с армянскими купцами. По истечении мандата 22 июня 1623 года Чентурионе был назначен пожизненным прокурором и главой милиции.
С ростом напряженности между Генуей и герцогством Савойским Джорджо был назначен руководить войсками в Западной Ривьере и встал во главе созданного военного магистрата. До последних дней жизни он сотрудничал с генуэзским правительством в борьбе с бандитизмом. Он умер в Генуе 11 января 1629 года, оставив наследникам огромное состояние. В 1682 году его тело было перенесено в церковь святого Франциска Ассизского в Сестри-Поненте.

### Личная жизнь
Был трижды женат: его первой женой была Ипполита Спинола, второй - Лелия Спинола, третьей Эрсилия Каттанео де Марини. Имел по крайней мере двенадцать детей, в том числе Св. Вирджинию.